# Джеремі Ворінер
Джеремі Ворінер  (англ. Jeremy Mathew Wariner, 31 січня 1984) — американський легкоатлет, олімпійський чемпіон.

## Виступи на Олімпіадах
| Олімпіада  | Дисципліна              | Місце |
| ---------- | ----------------------- | ----- |
| Афіни 2004 | біг на 400 метрів       | 1     |
| Афіни 2004 | естафета 4 x 400 метрів | 1     |
| Пекін 2008 | біг на 400 метрів       | 2     |
| Пекін 2008 | естафета 4 x 400 метрів | 1     |